# Breslev
El moviment religiós Breslev (en hebreu: ברסלב) és una branca del hassidisme que va ser fundada pel rabí Nakhman de Breslev, besnet del rabí Israel ben Eliezer, també conegut com a Baal Xem Tov.
Aquest moviment religiós, es diferencia profundament dels altres corrents hassídics per la seva doctrina, la seva pràctica i la creença de què cap nou rabí pot esdevenir el successor del rabí Nakhman, sent aquest rabí el seu darrer i únic Rebe.
Tanmateix, el rabí Nathan de Breslev, també conegut com a Reb Noson, fou el principal deixeble del rabí Nakhman de Breslev. El rabí Nathan va preservar els ensenyaments del seu mestre.
El moviment Breslev va establir la seva caserna general a Bratslav, Ucraïna i ben aviat es va estendre per Rússia, Polònia i Lituània. La literatura dels hasidim de Breslev, és notòria en la història del moviment jasídic.
El moviment va patir la revolució bolxevic de 1917 i les purgues estalinistes, el moviment es va establir a Anglaterra, als Estats Units i a Israel, país a on va inspirar nombrosos corrents ideològics que es reclamen hereus de la seva ideologia.